# Li Qingzhao
Dans ce nom, le nom de famille, Li (李), précède le nom personnel.
Pour les articles homonymes, voir Li.
Li Qingzhao (chinois 李清照), née en 1084 dans le Shandong et morte vers 1155, est une poétesse chinoise de l’époque de la dynastie Song. Elle est considérée comme l'un des maîtres du poème chanté ci.

## Biographie

### Enfance et formation aux arts

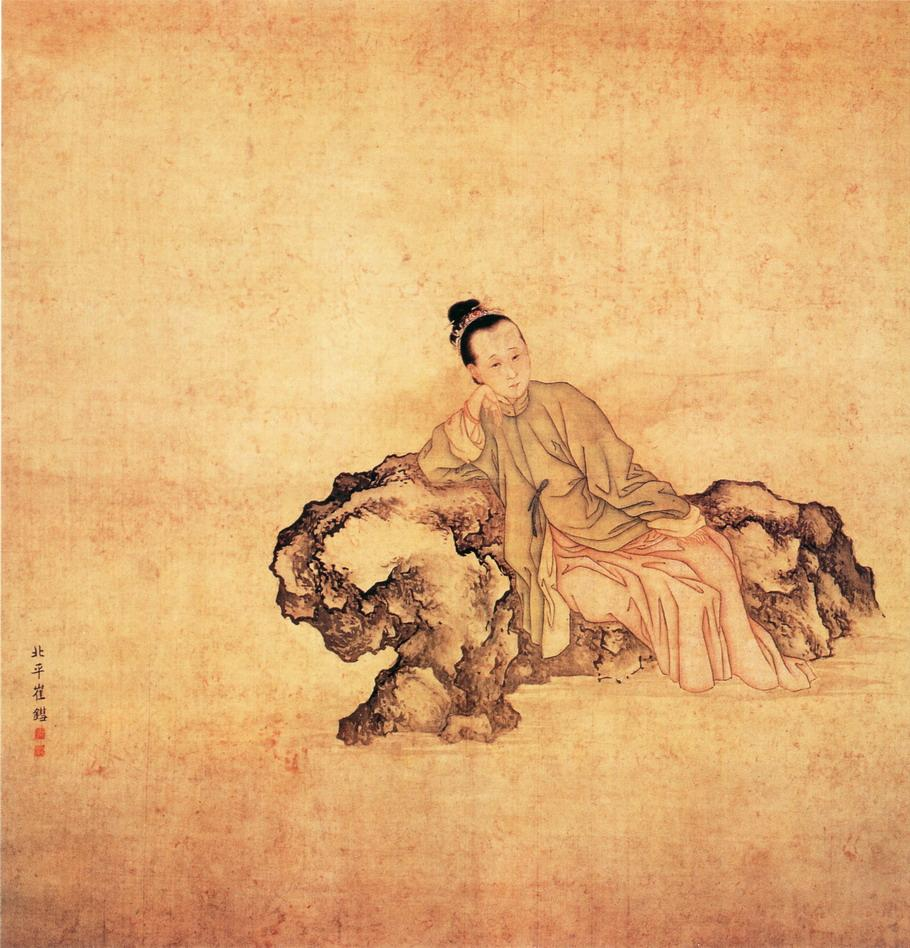
Portrait de Li Qingzhao, Palace Museum, Pékin

Li Qingzhao naît en 1084, dans le Shandong. Sa mère est une lettrée connue, exception dans une époque où peu de femmes étaient éduquées. Son père, Li Gefei, est fonctionnaire à Kaifeng, la capitale, et fait partie d'un cercle littéraire dirigé par le poète Su Shi. 
Li Qingzhao elle-même reçoit une éducation qui lui donne des connaissances érudites, en histoire, en poésie, en calligraphie, en musique, en chant. Elle commence à écrire des poèmes très jeune. Dès l'âge de dix-sept ans, son talent poétique est admiré dans l'entourage de son père.
En 1099 Li Qiangzhao épouse Zhao Mingcheng (en). Ce dernier laisse un nom dans l'histoire en tant qu'épigraphiste, connu pour son Recueil d'épigraphie sur métal et sur pierre en trente volumes. Ce recueil est accompagné d'une postface de Li Qingzhao, l'une des sources les plus importantes sur la vie de la poétesse.
À l'occasion de la première absence de son mari, en voyage, Li Qingzhao lui révèle son talent poétique : elle lui envoie en effet un poème qui provoque son admiration. Elle participe aussi aux travaux d'érudition de son époux. Cette activité et la composition de poèmes se poursuivent jusqu'en 1128. Le couple est uni, en dépit de difficultés matérielles qui perdurent, malgré la nomination en 1101 de Zhao Tingzhi, son beau-père, au poste de Premier ministre.

### Disgrâce
Même si le couple vit en harmonie, leurs deux familles n'en sont pas moins divisées. Zhao Tingzhi, Premier ministre, appartient en effet au clan réformateur, tandis que Li Gefei, le père de la poétesse, appartient à celui des conservateurs, ce qui lui vaut une disgrâce en 1102. En 1106, Li Gefei est de retour à Kaifeng. La période qui suit est la plus heureuse de la vie Li Qingzhao. Mais dès 1107, Zhao Tingzhi meurt peu de temps après être tombé en disgrâce. Zhao Mingfeng est envoyé à Qingzhou, dans le Shandong. C'est durant cette période que ce dernier rédige son Recueil d'épigraphie. En 1121, Zhao Mingfeng est nommé préfet de Laizhou puis de Qingzhou.
L'installation de la dynastie des Jin dans le nord de la Chine marque le début des malheurs de la poétesse. La prise de la capitale Kaifeng en 1126  par les Jurchen provoque un exode vers le Sud dans lequel est entraînée Li Qingzhao, qui rejoint son époux à Nankin. Dans 1127 à 1128 Zhao Mingcheng est préfet de Jiangning (l'actuelle Nankin). Mais il meurt en 1129 à Jiankang, alors qu'il se rend à Huzhou, où il est nouvellement nommé.
Li Qingzhao réside de 1129 à 1131 dans une dizaine de villes, avant de s'installer à Hangzhou, la nouvelle capitale, où elle reste jusqu'en 1134. Elle rejoint ensuite son frère à Jinhua (Zhejiang). La fin de sa vie est mal connue et la date de sa mort peu sûre. Elle se serait remariée à un dénommé Zhang Ruzhou durant cette période, et aurait divorcé par la suite,.

## Œuvre

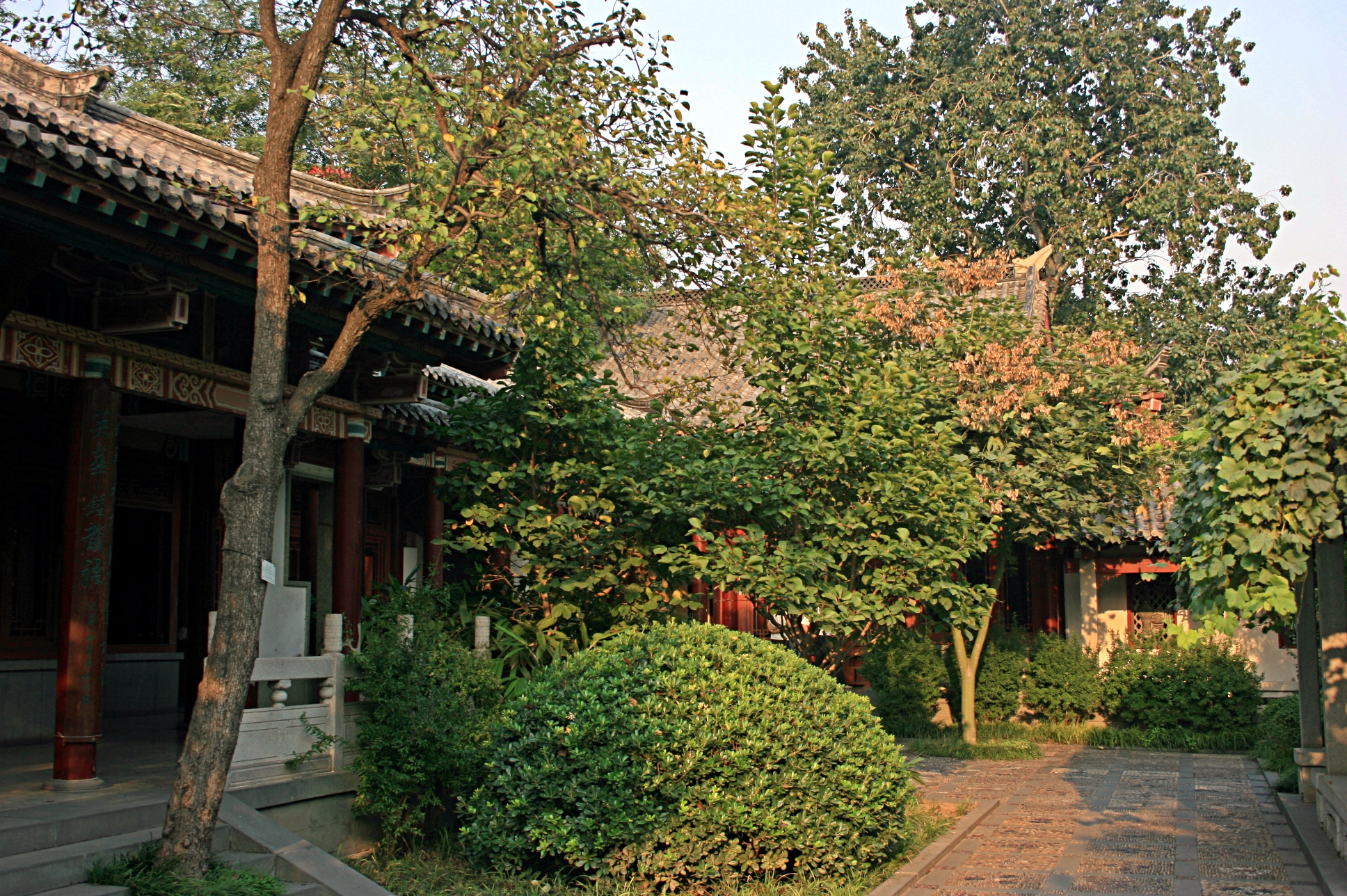
Pavillon commémoratif à la mémoire de Li Qingzhao, construit à Jinan, dans le Shandong.

Li Qingzhao est l'auteur de soixante poèmes chantés (ci), de dix-neuf poèmes classiques (shi) et de deux fu.
Sa poésie a été fortement influencée par le poète Qin Guan (1049-1100),. Au travers de son œuvre poétique, toute consacrée à son mari, et notamment à son souvenir après la mort de celui-ci, Li Qingzhao est l'image même du personnage de la veuve inconsolable. Son désespoir a fait de Li Qingzhao l'un des plus grands poètes des Song.
Sous le titre Fragments of China (éditions Klarthe), quatre poèmes de Li Qingzhao ont été mis en musique par le compositeur Karol Beffa, dans leur traduction anglaise : "tout un cycle amoureux, à l’image des quatre saisons : rencontre, premiers émois, amour réciproque, désamour et abandon".

## Traduction
- Li Qingzhao, Œuvres poétiques complètes, trad. Liang Paitchin, Gallimard, coll. « Connaissance de l'Orient », 1977.
- Li Qingzhao, Les Fleurs du cannelier, trad. Zheng Su, interprété et présenté par Ferdinand Stoces, La Différence, coll. « Orphée », 1990.
- Wang Meifang, Fragile beauté et Bonheur d'une rencontre éternelle, 2 poèmes traduits par Danielle Élisseeff et Jean-Pierre Michel, Catalogue Année de la Chine, 2004